# Fakhreddine Ben Youssef
Fakhreddine Ben Youssef (Tunis, 23 de juny de 1991) és un futbolista de Tunísia que juga com a davanter al Al-Ittifaq CD de la Saudi Pro League.

## Selección nacional
Al maig de 2018 va ser cridat a la selecció preliminar de 29 jugadors de Tunísia per a la Copa del Món de Futbol de 2018 a Rússia. Dies més tard va ser seleccionat entre els 23 jugadors que havien de viatjar a Rússia. A Rússia va marcar contra la selecció de futbol de Panamà essent el seu gol el número 2.500 d'una Copa del Món.

### Gols internacionals
| # | Data                    | Estadi                                                  | Rival        | Gol | Resultat | Competició                                        |
| - | ----------------------- | ------------------------------------------------------- | ------------ | --- | -------- | ------------------------------------------------- |
| 1 | 30 de desembre de 2012  | Sharjah Stadium, Xarjah, Emirats Àrabs Units            | Iraq         | 2–0 | 2-1      | Partit amistós                                    |
| 2 | 8 de juny de 2013       | Estadi Nacional de Sierra Leone, Freetown, Sierra Leone | Sierra Leone | 2–2 | 2-2      | Classificació pel Mundial 2014                    |
| 3 | 10 de septembre de 2014 | Estadi 30 de juny, El Caire, Egipte                     | Egipte       | 1–0 | 1-0      | Classificació de la Copa d'Àfrica de Nacions 2015 |
| 4 | 12 de juny de 2015      | Stade Olympique de Radès, Radès, Tunísia                | Djibouti     | 6–1 | 8-1      | Classificació de la Copa d'Àfrica de Nacions 2017 |
| 5 | 28 de maig de 2018      | Estádio Municipal de Braga, Braga, Portugal             | Portugal     | 2–2 | 2-2      | Partit amistós                                    |
| 6 | 28 de juny de 2018      | Mordovia Arena, Saransk, Rússia                         | Panamà       | 1–1 | 2-1      | Mundial 2018                                      |